# Sunipia pallida
Sunipia pallida là một loài thực vật có hoa trong họ Lan. Loài này được (Aver.) Aver. miêu tả khoa học đầu tiên năm 1999.